# Historia de Ruanda

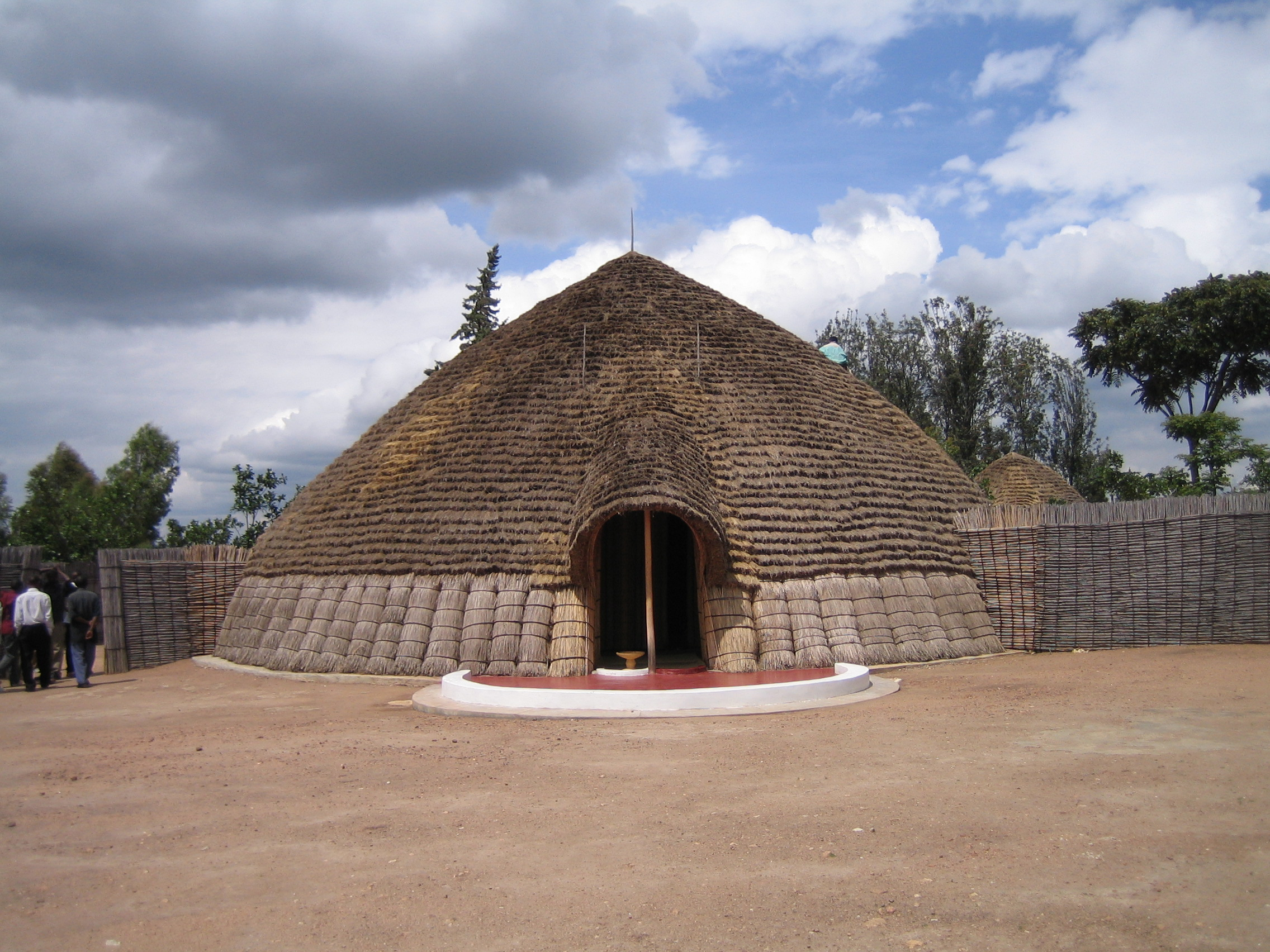
Reconstrucción del palacio del Rey de Ruanda, en Nyanza.

La historia de Ruanda ha estado marcada por la rivalidad de los grupos étnicos hutu y tutsi, que ha llevado al país a las más denigrantes purgas raciales. Por desgracia, este pequeño país africano es conocido principalmente por su sangrienta historia contemporánea y se hace difícil encontrar fuentes de la tal vez rica historia antigua y medieval de la región. En un principio el territorio ruandés estaba habitado por los pigmeos de origen twa, que se dedicaban especialmente a la caza. En el siglo XI, estos recibieron a los hutus, que se establecieron de forma sedentaria y convivieron con ellos en paz. En el siglo XIV llegaron granjeros tutsis a la zona y pasaron a formar parte de una sociedad constituida por twas y hutus. En el siglo XVI los tutsis comienzan una campaña militar contra los hutus y se convierten en señores de la mayoría hutu en algo así como una sociedad de señores feudales con un rey, mwami. A finales del siglo XIX, los alemanes conquistaron el país. Tras la Primera Guerra Mundial la Sociedad de Naciones entregó el territorio a los belgas y tras la Segunda Guerra Mundial la ONU con ayuda belga pasaría a dominar el territorio. Los belgas agudizaron las diferencias de clase señalando a un tutsi con menos de diez vacas como un hutu y consecuentemente imponiéndole trabajos forzados. Hasta 1950 la educación estaba disponible sólo para los tutsi.

## Primeros habitantes

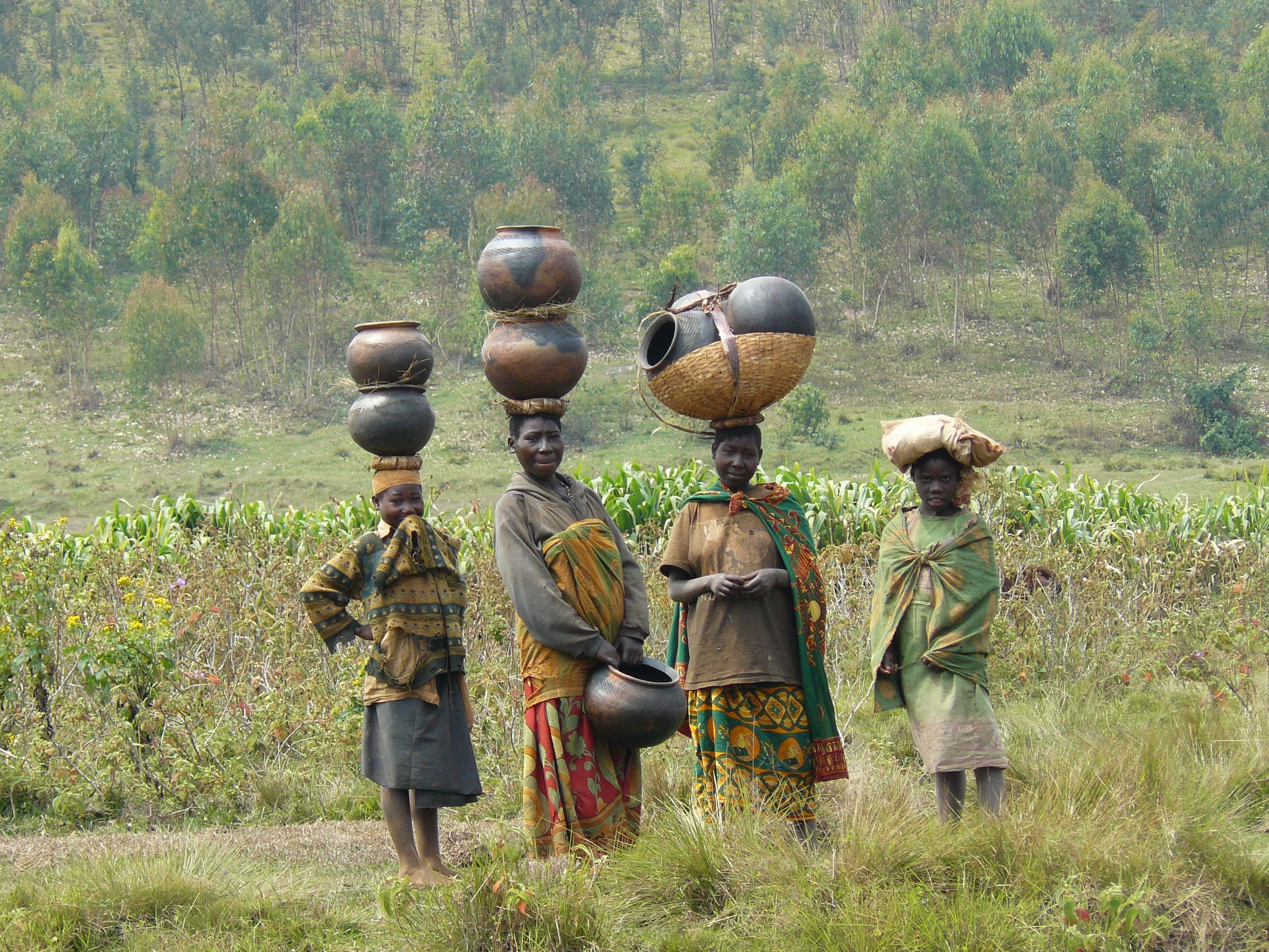
Mujeres Twa con cerámica tradicional.

Las montañas de lo que es hoy la República de Ruanda fueron habitadas por pigmeos Twa hasta la llegada de los Hutus en siglo XI -en la actualidad los pigmeos constituyen el 1% de la población del país-. En el siglo XVI el pueblo ganadero watutsi -más conocido como tutsi-viniendo del cuerno africano -actual Etiopía- subyugaron a los hutus y establecieron un sistema feudal encabezado por el Mwami -rey- y una nobleza tutsi. Los hutus hacían un contrato de servicios por generaciones -ubujaik- a cambio de usar las tierras y ganados de los señores feudales tutsis.

## Presencia europea
El primer europeo en poner los pies en este territorio fue el conde alemán Von Goetzen en 1894 seguido por misioneros cristianos llamados "padres blancos", en 1899 el Mwami reinante se sometió sin resistencia al protectorado alemán. Además del proselitismo religioso los alemanes propiciaron cierto desarrollo urbano en este territorio.
Después de la Primera Guerra Mundial - 1914 y 1918 - la Sociedad de Naciones otorga el territorio de Ruanda-Urundi a Bélgica y después de la Segunda Guerra Mundial (1939 - 1945) la zona pasa a ser controlada por las Naciones Unidas con administración belga y un mwami en cada país.
Durante la dominación europea los tutsis fueron favorecidos para tener una educación al estilo europeo, los belgas los utilizaron para implementar sus leyes y los tutsis ganaron así posiciones administrativas y militares, en 1926 Bélgica introdujo un sistema de tarjetas de identificación según la raza.

## Independencia ysigloXX

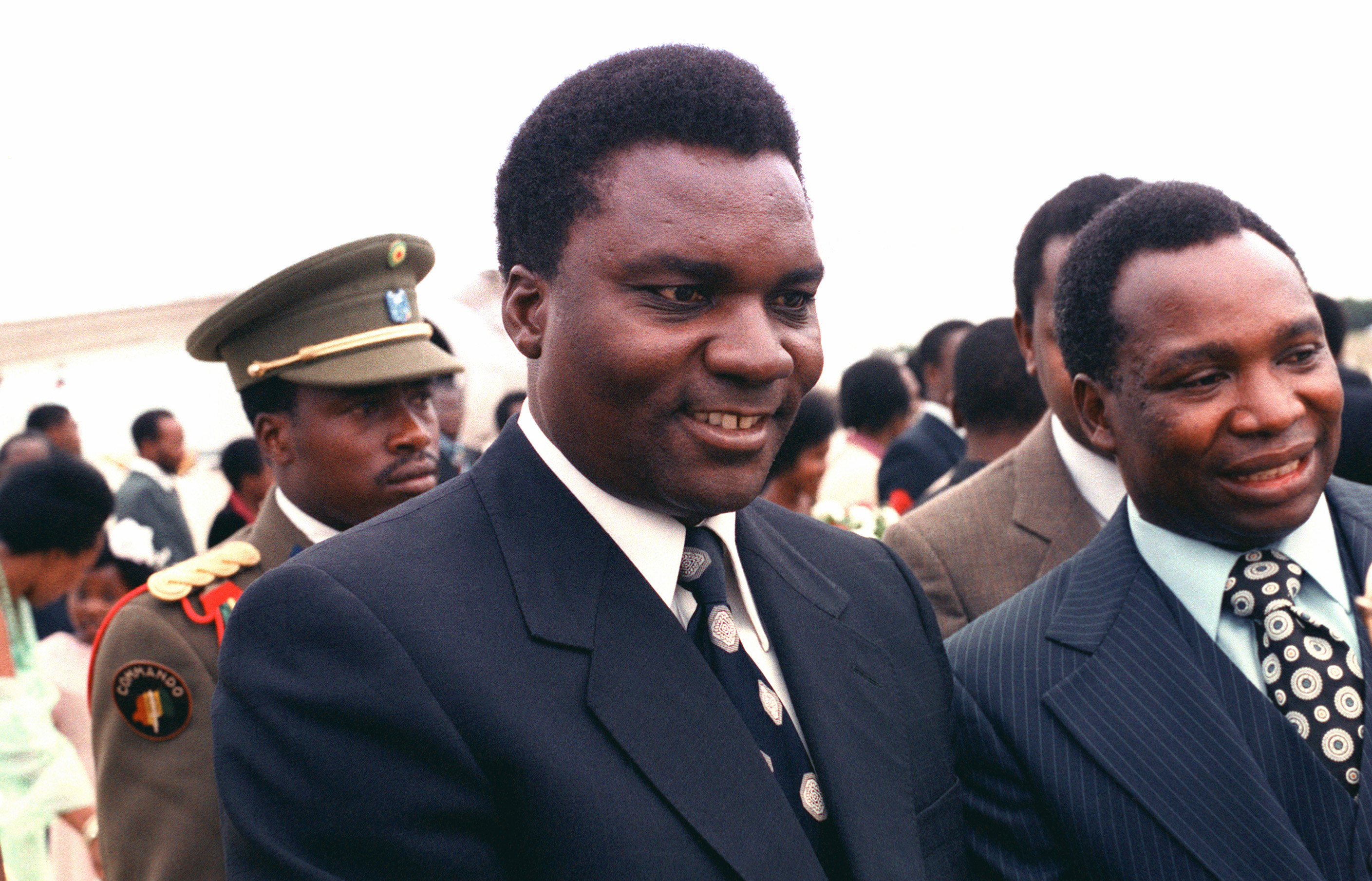
Juvénal Habyarimana durante una visita a los Estados Unidos, 1980.

Desde mediados de la década de 1950, los belgas comienzan a estimular el surgimiento de movimientos democráticos lo cual no era bien visto por los tutsis quienes temían perder sus privilegios. A finales de esta década los hutus, comienzan a demandar mejoras para su comunidad que es mayoritaria, pero sus líderes fueron exterminados. En respuesta los hutu en 1959, liderados por el PARMEHUTU -movimiento de emancipación fundado en 1957-, perpetran una masacre que los lleva más adelante al poder; se estima que murieron a manos hutus unos 100.000 tutsis y más de 150.000 abandonaron el país.
En 1961, los hutu ganan por abrumadora mayoría en elecciones supervisadas por la ONU y el 1 de julio de 1962 le es otorgada la independencia al país de los belgas, separándose también de Burundi.[cita requerida]
El primer presidente ruandés es Grégoire Kayibanda quien, a nivel internacional, tuvo una política pacífica estableciendo relaciones con más de cuarenta países. A nivel doméstico no estuvo exento de corrupción y de las purgas a los tutsi; la primera en 1963 en respuesta a una invasión de tutsis desde Burundi, y generando a su vez una diáspora Tutsi.
A principios de los setenta, tras una matanza de hutus en Burundi, Kayibanda es sacado del poder por los militares encabezados por Juvénal Habyarimana quien disolvió no sólo la Asamblea Nacional sino también el PARMEHUTU.
Habiendo tomado el poder el cinco de julio de 1973 Habyarimana crea, dos años después, el Movimiento Revolucionario Nacional para el Desarrollo -MRND- adoptando una nueva constitución en 1978. Habyarimana es elegido Presidente en 1983 y reelegido en 1988 apuntado por una única cámara del Gobierno con miembros elegidos por voto directo.
Aunque el nuevo Gobierno estableció un sistema de cuotas raciales para los empleos, los hutus de la región natal del Presidente -norte- tenían privilegios y, en general, hubo una política de exclusión de los tutsi.

## Guerra Civil Ruandesa
En julio de 1990 Habyarimana accede al multipartidismo. En octubre de ese mismo año, Ruanda es invadido por guerrillas de Tutsis provenientes de Uganda, país donde fueron parte del Ejército de Resistencia Nacional liderado por Yoweri Museveni quien derrocara al presidente Milton Obote en 1986.
El ejército ruandés era apoyado por franceses y congoleses pero la tenacidad tutsi prolongó el conflicto bélico. Recién el 12 de julio de 1992 se logró un cese al fuego firmado en Arusha, Tanzania; para la fecha el gobierno de Habyarimana había creado las milicias Interahamwe quienes estarían preparados en su momento dado para una nueva masacre de Tutsis.

## Crisis y genocidio

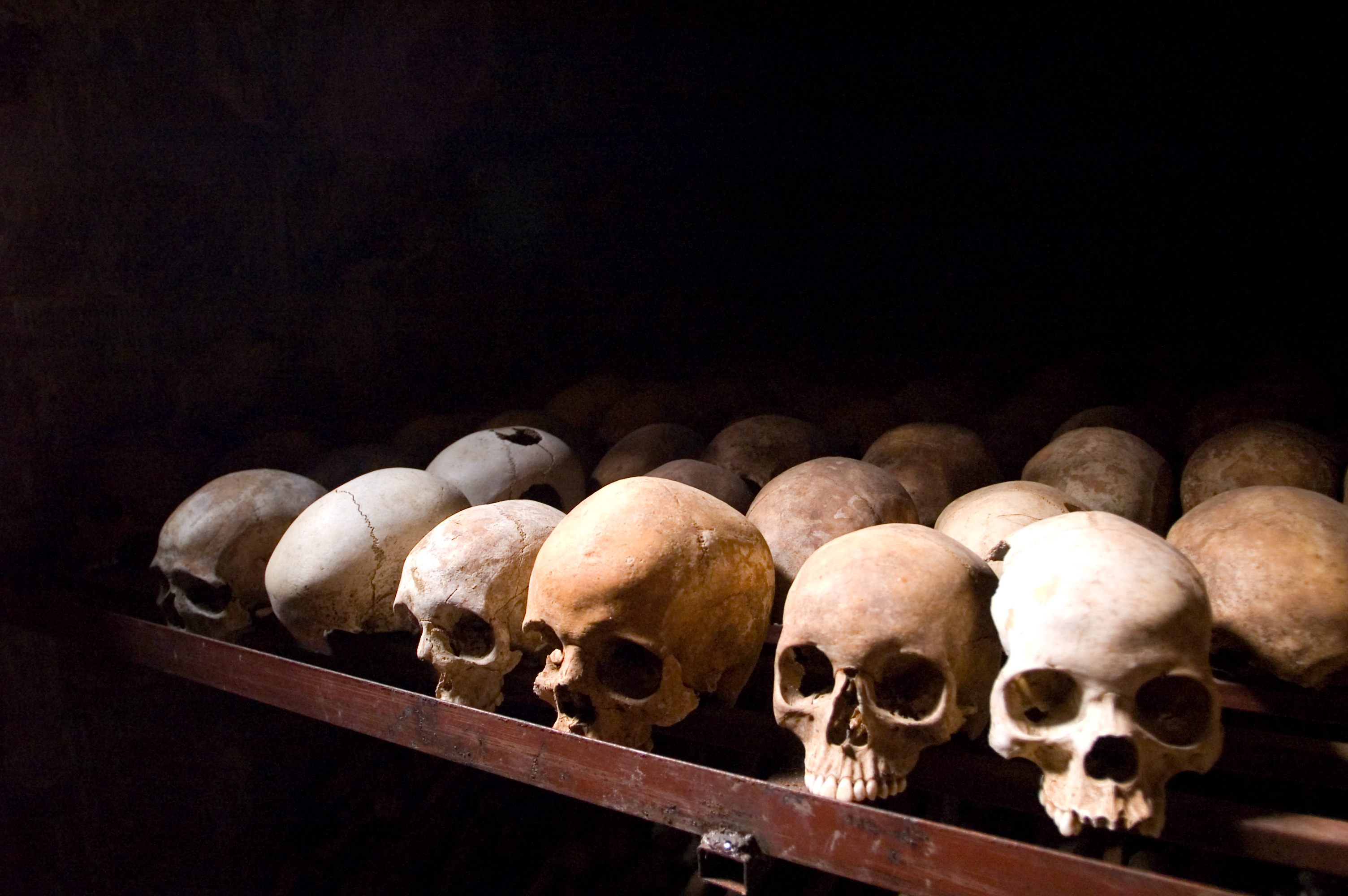
Cráneos de las víctimas del genocidio

Las invasiones continuaron aún después del tratado de Arusha y el sentimiento antitutsi fue estimulado a nivel nacional. El presidente firma un acuerdo de paz en 1993 seguido por un despliegue de tropas de la Organización de las Naciones Unidas en la capital. Ese mismo año el avión donde viajaban Habyarimana junto al presidente de Burundi Cyprien Ntaryamira es derribado. Intervinieron entonces los Interahamwe aniquilando prácticamente casa por casa a tutsis y hutus moderados, comenzando por la primera ministra, Agathe Niringirimana (de origen tutsi), y sus guardaespaldas belgas. En dos meses fueron exterminados alrededor de 800 000 personas, en su mayoría tutsis.
La invasión tutsi se intensificó intentando detener la masacre; Tropas francesas autorizadas por la ONU se desplegaron en el sur creando la Zona Turquesa para refugiados, no obstante se reportan incidentes sangrientos allí también. Finalmente los rebeldes tutsi toman Kigali, la capital, en julio de 1994, el gobierno Ruandés huye al Congo.
Subsecuentes matanzas de tutsis en campos de refugiados y de hutus por el nuevo gobierno interino siguen ensangrentando la historia de este país. El nuevo gobierno Ruandés accede a someterse a un juicio sobre genocidio ante el Consejo de Seguridad de la ONU y se instituye un Tribunal Penal Internacional para Ruanda para arrestar y juzgar fuera del territorio a responsables por el genocidio.

## Tras el genocidio

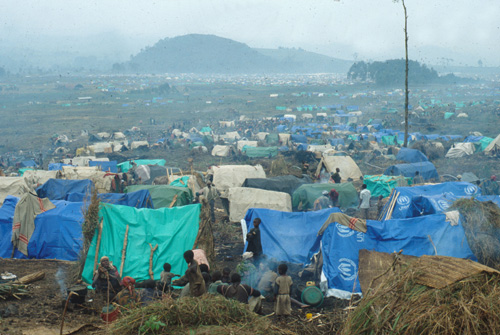
Campamento de refugiados en Zaire, 1994

Más de medio millón de hutus regresaron al país en 1995 y desde julio de ese año una de las mayores ayudas internacionales fueron implementadas para sacar de la crisis a este país. Hubo alguna muerte aislada pero después de 1997 el país se consideró seguro para el turismo y la mayoría de los ruandeses pudieron regresar.
Para salir de la crisis en las granjas se plantaron cultivos de crecimiento rápido para poder venderlos rápidamente. Sin embargo en 2001 estos fueron sustituidos por el café. Desde este año el Organismo Estadounidense para el Desarrollo Internacional en Kigale invirtió 8 millones de dólares en el desarrollo cafetero. En zonas como Butare el comercio ha permitido que aparezcan tiendas, más casas y hasta un cibercafé alrededor de pueblos cafeteros. En 2008 el gobierno ruandés pretende que todo el café producido sea de calidad.

### SigloXXI
Económicamente, los principales mercados para las exportaciones de Ruanda son Bélgica, Alemania y la República Popular China. En abril de 2007, se elaboró un acuerdo de inversión y comercio entre Bélgica y Ruanda, que duró cuatro años. Bélgica aporta entre 25 y 35 millones de euros al año a Ruanda. La cooperación belga con el Ministerio de Agricultura y Ganadería continúa desarrollando y reconstruyendo prácticas agrícolas en el país. Bélgica también ayudó a relanzar la pesca en el lago Kivu, por un valor de 470.000 dólares estadounidenses, en 2001.
En el este de Ruanda, la Iniciativa de Desarrollo Clinton Hunter, junto con Partners in Health, están ayudando a mejorar la productividad agrícola, mejorar los servicios de agua y saneamiento y de salud, y ayudar a cultivar mercados internacionales para productos agrícolas. Desde el año 2000, el gobierno de Ruanda expresó su interés en transformar el país de subsistencia agrícola a una economía basada en el conocimiento y planea proporcionar banda ancha de alta velocidad en todo el país.
En el 2007 y 2009 Ruanda solicitó unirse a la Commonwealth of Nations, una señal de que está tratando de distanciarse de la política exterior francesa. En 2007, solicitó sin éxito unirse a la Reunión de Jefes de Gobierno de la Commonwealth en Kampala. En el 2009 fue aceptada como miembro en la reunión de Jefes de Gobierno de la Commonwealth en Puerto España, Trinidad. El ministro de Relaciones Exteriores de Australia, Stephen Smith, declaró públicamente que esto ayudaría a "afianzar el estado de derecho y apoyar los esfuerzos del gobierno de Ruanda hacia la democracia y el crecimiento económico". Ruanda también se unió a la Comunidad de África Oriental en 2009 al mismo tiempo que su vecino Burundi.
Sin embargo, desde entonces, Freedom House califica a Ruanda como un estado autoritario, con una tendencia a la baja de los derechos políticos y las libertades civiles. En 2010, Amnistía Internacional "condenó enérgicamente un ataque preocupante contra un grupo de oposición ruandés" en el período previo a las elecciones presidenciales del mismo año, citando el caso de Victoire Ingabire Umuhoza, presidenta de las FDU-Inkingi (Fuerzas Democráticas Unidas) y su ayudante Joseph Ntawangundi, atacado en febrero de 2010 mientras recogía los documentos de registro del partido en un edificio del gobierno en Kigali. En abril, Inmigración de Ruanda procedió a rechazar una nueva solicitud de visa de trabajo del investigador de Human Rights Watch con sede en Ruanda. El único nuevo partido de oposición que obtuvo el registro, PS-Imberakuri, sufrió el arresto de su candidato presidencial Bernard Ntaganda el 24 de junio, acusado de "ideología de genocidio" y "divisionismo"
El presidente del Partido Verde de Ruanda, Frank Habineza, también denunció amenazas. En octubre de 2009, la policía disolvió violentamente una reunión del Partido Verde de Ruanda y las autoridades impidieron el registro del partido impidiéndole presentar un candidato en las elecciones presidenciales. Solo unas semanas antes de las elecciones, el 14 de julio de 2009, André Kagwa Rwisereka, vicepresidente del opositor Partido Verde Democrático, fue encontrado muerto, con la cabeza cortada casi por completo, en Butare, en el sur de Ruanda. En junio de 2009, el periodista del periódico Umuvugizi, Jean-Leonard Rugambage, fue asesinado a tiros frente a su casa en Kigali. Umuvugizi en ese momento estaba apoyando una investigación crítica sobre el intento de asesinato del ex general ruandés Faustin Kayumba Nyamwasa, exiliado en Sudáfrica. En julio de 2009, Agnes Nkusi Uwimana, editora del periódico "Umurabyo", fue acusada de "ideología de genocidio". A medida que se acercaba la elección presidencial, otros dos editores de periódicos abandonaron Ruanda.
Para el 2019, Ruanda lucha por sanar y reconstruir, mostrando signos de rápido desarrollo económico, mas con una creciente preocupación internacional por el declive de los derechos humanos dentro del país. Además, aunque el país se halla en paz, unido y en proceso de reconstrucción, un 39% de la población está aún bajo el umbral de la pobreza.